# Zwangsarbeit im Ersten Weltkrieg
Die Zwangsarbeit während des Ersten Weltkrieges zu Gunsten der deutschen Industrie und Landwirtschaft betraf vor allem Arbeitskräfte aus den eroberten Ostgebieten (Generalgouvernement Warschau und Ober Ost) sowie aus dem ebenfalls besetzten Generalgouvernement Belgien. Dabei war die Intensität und Dauer der Zwangsarbeit unterschiedlich ausgeprägt. Im Generalgouvernement Warschau und in Belgien waren offene Zwangsmaßnahmen auf die Zeit Ende 1916 und Anfang 1917 beschränkt. Davor und danach setzte man auf Anwerbemaßnahmen. In Ober Ost war Zwangsarbeit dagegen ein dauerhafter Aspekt der Besatzungspolitik.

## Hintergründe

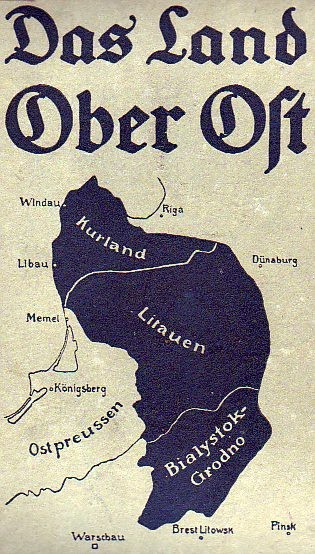
Propagandakarte von Ober Ost

Bereits zu Beginn des Krieges eroberten die Deutschen Belgien und errichteten mit dem Generalgouvernement Belgien ein Besatzungsregime. Im Sommer 1915 gelang es den Deutschen und dem verbündeten Österreich-Ungarn im Osten das russische Polen, Litauen, Kurland und Teile von Belarus zu erobern. In Russisch-Polen errichteten die Deutschen das zivil verwaltete Generalgouvernement Warschau unter Generalgouverneur Hans von Beseler. Im Süden richtete Österreich-Ungarn das Generalgouvernement Lublin ein.
Im Baltikum und östlich des Generalgouvernements wurde ein militärisch verwaltetes Besatzungsgebiet eingerichtet. Eine Begründung für die andauernde militärische Kontrolle war die Nähe zur Ostfront. Dieses Gebiet unterstand dem Befehlshaber Ost und wurde daher als Ober Ost bezeichnet.
Alle Kriegsgesellschaften litten infolge der Einberufungen unter massivem Arbeitskräftemangel. Dies sollte durch eine Verstärkung der Frauenarbeit oder der Heranziehung von Jugendlichen ausgeglichen werden. Frankreich und England konnten zusätzlich auf das Arbeitskräftereservoir ihrer Kolonien zurückgreifen oder Arbeiter etwa in China anwerben. Zum Teil wie an der Palästinafront, wo die Briten hinter der Front massenhaft ägyptische Arbeiter einsetzen, kam es zu regelrechter Zwangsarbeit. Beim Krieg in Afrika setzten alle Kriegsparteien, auch die Deutschen, bei der Rekrutierung der für die Kriegsführung unabdingbaren Träger zumindest im Verlauf des Krieges auf Zwangsmaßnahmen (Träger in Ostafrika im Ersten Weltkrieg).
Diese Möglichkeiten standen den Mittelmächten durch die Isolation der deutschen Kolonien und die alliierte Seeblockade nicht mehr zur Verfügung. Ein Arbeitskräftepotential boten die Kriegsgefangenen. Vor allem seit 1915 wurden diese vermehrt in der deutschen Wirtschaft eingesetzt. Ausgehend von großen Zwangsarbeiterlagern (z. B. Lager in Meschede) wurden die Gefangenen in Arbeitstrupps in verschiedenen Wirtschaftsbereichen eingesetzt. Der Einsatz von Kriegsgefangenen stand dabei im Einklang mit der Haager Landkriegsordnung und wurde von den meisten kriegsführenden Staaten betrieben. Im Sommer 1916 arbeiteten sowohl in Frankreich wie in Deutschland etwa drei Viertel der Kriegsgefangenen in der Wirtschaft. Im Jahr 1916 arbeiteten von etwa 1,6 Millionen Kriegsgefangenen über 700.000 in der Landwirtschaft (45 %) und über 300.000 in der Industrie und im produzierenden Gewerbe (20 %). Hinzu kamen weitere kleinere Beschäftigungsbereiche. Nur etwa 180.000 Gefangene wurden nicht zur Arbeit herangezogen.
Dies alles reichte aber nicht, um den Arbeitskräftemangel in Deutschland zu kompensieren. Es lag nahe, daneben auch auf ausländische Beschäftigte zurückzugreifen. Dabei konnte man auf Vorkriegstraditionen der Ausländerbeschäftigung aufbauen. Die eroberten östlichen Gebiete waren seit den 1890er Jahren Herkunftsgebiete landwirtschaftlicher Saisonarbeiter in Deutschland. Damit diese nicht in die besser bezahlte Industriearbeit abwandern konnten, durften Arbeiter aus Osteuropa vor 1914 nicht jenseits der preußischen Ostprovinzen außerhalb der Landwirtschaft arbeiten. Im Westen kamen ausländische Arbeitskräfte insbesondere aus Italien und Österreich-Ungarn. Die Zahl ausländischer Arbeitskräfte, die um 1913 immerhin 700.000 betragen hatte, ging nach Beginn des Krieges um etwa 400.000 zurück. Schon kurz danach wurde es polnischen Arbeitskräften erlaubt, auch industrielle Arbeit anzunehmen.
Seit dem Spätherbst 1915 machte sich der Arbeitskräftemangel nicht nur in der Landwirtschaft, sondern auch in der Industrie bemerkbar. Von Seiten der Industrie wurde daher auf die Heranziehung ausländischer Arbeitskräfte gedrängt. Traditionelle Anwerbeländer wie Österreich-Ungarn und Italien fielen kriegsbedingt aus. Neben Polen bot das besetzte Belgien – nicht zuletzt wegen der dort herrschenden hohen Arbeitslosigkeit – ein beachtliches Arbeitskräftepotential. Auch konnten die Militärbehörden durch das Ausüben von Druck auf die Arbeitslosen das Anwerben erleichtern. Zunächst begann man von deutscher Seite dort ab 1915 Arbeitskräfte anzuwerben.

## Rückkehrverweigerung für polnische Arbeiter
Insbesondere in Osteuropa war der Übergang von freiwilliger Anwerbung und Zwangsarbeit fließend. Nach Kriegsbeginn wurde etwa 200.000 bis 300.000 landwirtschaftlichen Saisonarbeitern vorwiegend aus dem russischen Teil Polens die Rückkehr in ihre Heimat verwehrt. Diese Bestimmungen wurden kurze Zeit später auf alle im Reich lebenden polnische Arbeiter ausgedehnt. Insgesamt waren davon etwa eine halbe Million polnische Arbeitskräfte betroffen. Der Zwangscharakter der Arbeit hatte soziale Verschlechterungen für die Arbeiter zur Folge. Die Real- und teilweise die Nominallöhne sanken, wenn nicht die Arbeitgeber nur mit Lebensmitteln oder nach dem Krieg einzulösenden Gutscheinen bezahlten. Wenn eine Bezahlung erfolgte, behielten militärische Stellen die Hälfte des Lohnes für die Zeit des Krieges ein. Zwar reagierten viele Arbeiter mit Kontraktbruch auf die Verschlechterung ihrer Lage, aber die Zwangsmittel der Militärbehörden zur Kontrolle und Repression war deutlich größer als die der Arbeitgeber in der Vorkriegszeit.
Während man in Belgien die Phase der Anwerbung und der Phase der Zwangsrekrutierung klar unterscheiden kann, war dies in Polen nicht der Fall. Die Arbeitslosigkeit in Polen wuchs noch an, weil die deutschen Behörden weitere Betriebe stilllegten oder durch die Beschlagnahme von Rohstoffen oder Maschinen schwächten. Andere Betriebe mussten schließen, weil ihnen die Absatzmärkte wegbrachen oder wegen Rohstoffmangel nicht mehr produzieren konnten. Dadurch entstand erheblicher Druck auf die Arbeitslosen, sich anwerben zu lassen. In Polen wurden innerhalb eines Jahres etwa 50.000 Arbeiter für die Industrie und weitere 70.000 Arbeiter für die Landwirtschaft angeworben.
Der rechtliche Status der angeworbenen polnischen Arbeiter wurde bereits 1915 denen der 1914 an der Rückkehr in die Heimat gehinderten Beschäftigten angeglichen. Nach ihrer Ankunft in Deutschland konnten auch die neu Angeworbenen nicht wieder zurückkehren und auch die Freizügigkeit innerhalb Deutschlands war eingeschränkt. Nach Ablauf ihres Arbeitsvertrages konnten die Arbeiter auch durch Androhung von Haft zum Abschluss eines neuen Vertrages gezwungen werden. Organisiert wurde die Anwerbung polnischer Arbeitskräfte im Generalgouvernement Warschau von der Deutschen Arbeiterzentrale. Diese eröffnete insgesamt etwa 29 Büros zur Anwerbung.
Die mehr oder weniger zwangsweise verpflichteten oder an der Rückkehr gehinderten Arbeitskräfte versuchten sich dem Dienst immer öfter durch Flucht zu entziehen. Zwischen Oktober 1915 und November 1916 verließen über 11.200 Polen ihre Arbeitsplätze. Ein Jahr später lag diese Zahl bereits bei fast 24.400.

## Zwangsarbeit in Ober Ost

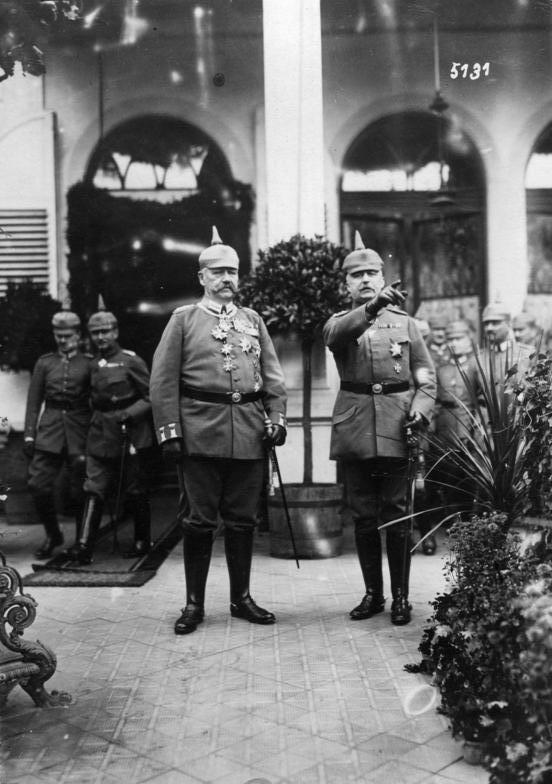
Hindenburg und Ludendorff im Großen Hauptquartier in Bad Kreuznach 1917

Oberbefehlshaber in Ober Ost war bis 1916 Paul von Hindenburg und danach Prinz Leopold von Bayern. Zur Zeit Hindenburgs war Erich Ludendorff die eigentlich maßgebliche Persönlichkeit in diesem Gebiet, während Hindenburg eher eine repräsentative Funktion hatte. Erich Ludendorff und seine Untergebenen hatten das Gebiet zu einer Ausbeutungskolonie gemacht. Auch nach der Bildung der dritten OHL behielt Ludendorff großen Einfluss auf Ober Ost. Infolge der militärischen Verwaltung bestand für dieses Gebiet kaum eine öffentliche oder parlamentarische Kontrolle. Eine nennenswerte Tradition zur Saisonarbeit in Deutschland gab es im Baltikum kaum. Zudem waren Teile des Gebietes fast entvölkert, weil die Menschen vor der 2. Russischen Armee geflohen waren oder wegen angeblicher Kollaboration von den Russen nach Kriegsbeginn deportiert worden waren. Dies machte es schwierig, etwa für militärischen Infrastrukturprojekte genügend Arbeitskräfte zu bekommen. Diese wurde durch die schlechte Bezahlung und insgesamt schlechte Arbeitsbedingungen noch erschwert. Die Bereitschaft, freiwillig für die Deutschen zu arbeiten, war daher gering. Zwangsarbeit schien diese Problematik zumindest zu verringern.
Grundsätzlich gab es in Ober Ost zwei Formen der Zwangsarbeit. So wurden zunächst für Arbeiten in der näheren Umgebung der jeweiligen Wohnorte Arbeiter herangezogen. Die lokale Bevölkerung wurde etwa bei der Bewirtschaftung verlassener und beschlagnahmter Güter eingesetzt. Auch für Straßenbauarbeiten, bei der Waldarbeit oder zur Trockenlegung von Mooren wurden sie herangezogen. Teilweise mussten zwei bis drei Tage in der Woche Zwangsarbeit in dieser Form geleistet werden. Im Laufe der Zeit wurden immer größere Teile der Bevölkerung für solche Arbeiten herangezogen.
Ein Befehl vom Mai 1916 verpflichtete die Militärverwaltung, Personen in zerfetzter Kleidung zur Zwangsarbeit heranzuziehen. Im Herbst 1916 wurde eine allgemeine Arbeitspflicht für Männer eingeführt.  Dies ging einher mit der Errichtung von Arbeitsbataillonen für Arbeiten außerhalb der Heimatgemeinden. Für diese Einheiten kam es zu massenhaften Zwangsrekrutierungen. In Razzien wurden wahllos Menschen zur Zwangsarbeit gezwungen. Dabei wurde häufig nicht geprüft, ob die Aufgegriffen auch arbeitslos waren oder nicht. Die Arbeits- und Lebensbedingungen der Zwangsarbeiter in den Arbeitsbataillonen waren noch schlechter als bei denen im Generalgouvernement. Anders als im Gebiet des Generalgouvernements sind derartige Abteilungen aus allen Teilen von Ober Ost bekannt. Nicht zuletzt die jüdischen Einwohner wurden in die Arbeitseinheiten gezwungen. Dabei spielten antisemitische Einstellungen eine Rolle.
Es gibt das Beispiel eines Eisenbahnbaus, für den Arbeiter zu schlechten Bedingungen verpflichtet wurden. Als diese sich dem Dienst entziehen wollten, wurden sie militärischem Befehl unterstellt. Auch hier erwies sich die Zwangsarbeit als wenig effektiv. Proteste dagegen blieben ungehört. Daher hielt die Verwaltung an ihrer Politik fest. Als Hindenburg und Ludendorff die dritte OHL bildeten, versuchte diese, die Zwangsarbeitsmaßnahmen auf das Reich und die anderen besetzten Gebiete auszudehnen. Im Reich sollte das Gesetz über den vaterländischen Hilfsdienst in diese Richtung gehen. In anderen besetzten Gebieten wurde versucht, ähnliche Formen von Zwangsrekrutierungen wie in Ober Ost zu etablieren.
Insbesondere die Aufstellung der Arbeitsbataillone sorgte für erheblichen Unmut in der Bevölkerung. Es kam dagegen sogar in manchen Orten zu Widerstandshandlungen. Es bildeten sich aus geflohenen Zwangsarbeitern Banden. Diese verübten Übergriffe auf Dörfer und Einrichtungen der Besatzungsmacht. Auch aus dem Ausland kam Kritik. Hinzu kam, dass sich die deutschfreundliche Haltung der jüdischen Bevölkerung in ihr Gegenteil verwandelt hatte. Obwohl das System der Zwangsarbeit das Arbeitskräfteproblem nicht gelöst hatte, hielt man in Ober Ost im Gegensatz zu anderen Gebieten auch 1917 noch daran fest. Im September 1917 wurden die Arbeitsbataillone zwar offiziell aufgelöst, aber an den Grundprinzipien der Zwangsarbeit änderte sich kaum etwas.

## Zwangsarbeit im Generalgouvernement Warschau
Die neue dritte Oberste Heeresleitung unter Hindenburg und Ludendorff übertrug die rigide Politik der Zwangsrekrutierung entgegen der Skepsis der Zivilverwaltung auch auf das Generalgouvernement Warschau.
Im Oktober 1916 wurde der Zwangscharakter endgültig sichtbar. Mit der „Verordnung zur Bekämpfung der Arbeitsscheu“ wurde die juristische Basis für die Verstärkung der Zwangsarbeit noch vergrößert. Die Quellenlage ist schwierig. Informationen liegen im Wesentlichen aus dem Gebiet Lodz und Warschau vor. Der zuständige Polizeipräsident Ernst Reinhold Gerhard von Glasenapp ordnete an, dass in Warschau und Lodz Sammelplätze für Zwangsarbeiter eingerichtet werden sollten. Entweder sollte den dort zusammen geführten Arbeitern eine Beschäftigung zugewiesen werden oder Mitarbeiter der Deutschen Arbeiterzentrale sollte sie für Arbeit in Deutschland „anwerben“.
In Warschau weigerte sich die polnische Stadtführung, die nötigen Unterlagen über Unterstützungsempfänger an die Deutschen zu übergeben. Daraufhin wurde dort offenbar auf Zwangsrekrutierungen verzichtet. Aus der Gegend von Lodz wurden allerdings etwa 5000 Personen zwangsverpflichtet. Etwa die Hälfte wurden in Arbeitsbataillone gesteckt und etwa beim Eisenbahnbau in Ostpreußen eingesetzt.
Neben diesem bekannten Fall aus Lodz gab es weitere Zwangsrekrutierungen im Generalgouvernement. Zahlen lassen sich für sie nicht angeben. Die Zivilarbeiterbataillone (ZABs) dienten zur Durchführung von Infrastrukturprojekten etwa zum Eisenbahn-, Straßen- oder Brückenbau. Die dort Eingesetzten wurden ähnlich wie Kriegsgefangeneneinheiten behandelt und waren oft in Barackenlagern untergebracht. Das Verlassen der Lager war untersagt. Eine Entlassung fand nur statt, wenn die Beschäftigten arbeitsunfähig wurden oder sich anwerben ließen. Die Lebens- und Arbeitsbedingungen waren hart und der Lohn war sehr niedrig. Dafür hatten die Arbeiter neun Stunden am Tag harte körperliche Arbeit zu leisten.
Die meisten der in Lodz zwangsverpflichteten Menschen waren Juden. Deren Auswahl erfolgte offenbar willkürlich. Unter den Deportierten waren auch Alte, Kranke und Jugendliche. Nur etwa die Hälfte von ihnen konnte zur Arbeit eingesetzt werden. Die Empörung über diese Maßnahme unter den Polen war groß und war auch mit Blick auf die Proklamation des Königreichs Polen im November 1916 kontraproduktiv. Auch wenn die direkten Zwangsmaßnahmen sich als wenig wirkungsvoll erwiesen hatten, hatten sie indirekt aus Sicht der Deutschen positive Effekte. Nunmehr meldeten sich deutliche mehr Freiwillige als zuvor zur Arbeitsaufnahme in Deutschland.
Über das weitere Vorgehen gab es in Deutschland unterschiedliche Ansichten. Preußisches Kriegsministerium und Reichsamt des Innern waren zu Zugeständnissen bereit, um ein Ausweiten der Fluchtbewegungen zu verhindern. Die Besatzungsbehörden im Generalgouvernement Warschau schlossen sich dem seit Herbst 1916 ebenfalls an. Landwirtschaftliche Interessenvertreter, Behörden wie das Kriegsernährungsamt und die stellvertretenden Generalkommandos lehnten dies ab, weil sie um die landwirtschaftliche Produktion fürchteten. Gegen die Zwangsarbeit erhoben sich Proteste im In- und Ausland. Dabei spielten insbesondere jüdische Organisationen eine wichtige Rolle. Gerade vor dem Hintergrund der Proklamation eines polnischen Staates trug dies zusammen zu Zugeständnissen auf deutscher Seite bei.
Letztlich kam es zur Rückkehr zur Anwerbepolitik. Auch die Arbeitsbedingungen der angeworbenen Arbeiter wurden gelockert. Seit Dezember 1916 wurde der Wechsel von Wohnort und Arbeitsstelle erleichtert. Es wurden Schlichtungsstellen geschaffen und die Möglichkeit von Heimaturlaub der in Deutschland Arbeitenden ausgeweitet. Diese Maßnahmen reichten aber nicht aus, um die Fluchtbewegungen zu stoppen. Daher wurden 1917 weitere Zugeständnisse gemacht. Es wurden die Urlaubsmöglichkeiten verbessert sowie Kontroll- und Fürsorgestellen eingerichtet. Die Zahl der Anwerbungen stieg bis Kriegsende auf 140.000 an. Gegen Kriegsende lebten zwischen 500.000 und 600.000 Arbeitskräfte in Deutschland. Gleichwohl blieb die Zahl der Arbeitsentziehungen durch Flucht hoch und die Behörden berichteten in den letzten beiden Kriegsjahren über eine „wachsende Aufsässigkeit“ der polnischen Arbeiter.

## Zwangsarbeit im Generalgouvernement Belgien

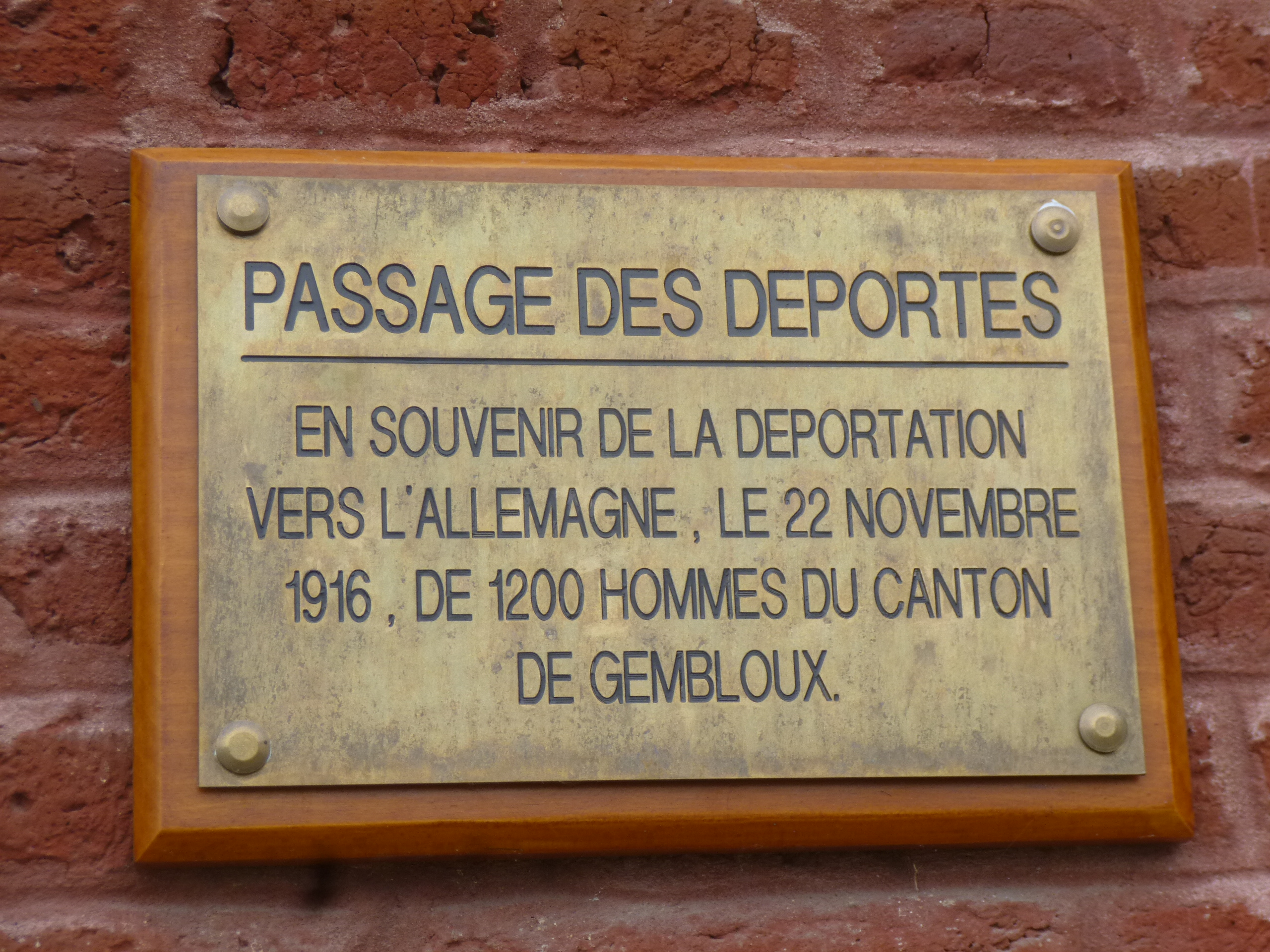
Gedenktafel in Gembloux

In Belgien war die Bereitschaft, in Deutschland zu arbeiten, deutlich geringer ausgeprägt als im Generalgouvernement Warschau. In Belgien gelang es bis Oktober 1916 lediglich 30.000 Arbeiter anzuwerben, die vorwiegend in der rheinisch-westfälischen Industrie Beschäftigung fanden. Organisiert wurden die Anwerbungen in Belgien von einem so genannten „Deutschen Industrieclub“.
Die Situation der angeworbenen Belgier war vergleichsweise günstig. Sie konnten im Urlaub ihre Familien besuchen. Ebenso durften sie den Gewerkschaften in Deutschland beitreten. Es gab Handgelder und Unterstützungsleistungen für ihre Familien. Arbeitszeit und Löhne entsprachen denen deutscher Arbeiter. Auch war die Ernährungslage in Deutschland besser als in Belgien.

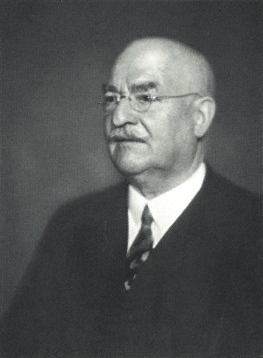
Carl Duisberg um 1930 auf einer Fotografie von Nicola Perscheid

Die Freiwilligen reichten auf Dauer nicht aus. Insbesondere die Schwerindustrie übte Druck auf die Behörden aus, Zwangsmaßnahmen zu ergreifen. Carl Duisberg, Generaldirektor der Bayer-Werke, appellierte im September 1916 an den preußischen Kriegsminister: „Öffnen Sie das große Menschenbassin Belgien.“ Er wie auch andere führender Industrielle – etwa Hugo Stinnes, die Krupp AG oder Walther Rathenau – wollten die Deportation von belgischen Arbeitern zur Verringerung des Arbeitskräftemangels in der Industrie erreichen. Diese Forderung aus der Industrie stand in Übereinstimmung mit der Politik der neuen OHL unter Hindenburg und Ludendorff. Gegen den Widerstand der zivilen Verwaltung des Generalgouvernements und auch das Zögern der zivilen Reichsleitung kam der Beschluss zustande, arbeitslose Belgier für die Arbeit in der deutschen Industrie zwangszuverpflichten. Seit Oktober 1916 griff man von deutscher Seite zu Zwangsmaßnahmen. Dies geschah unter Verletzung des Völkerrechts. Insgesamt waren davon etwa 61.000 belgische Arbeiter betroffen.
Die Aktion erwies sich aus verschiedenen Gründen als Fehlschlag. In Belgien verstärkte sie den Widerstand gegen die deutsche Besatzung. Im Ausland löste das Vorgehen der Deutschen Proteste aus. Die alliierte Propaganda griff dies umgehend auf und verstärkte damit das durch die Übergriffe während der Besetzung Belgiens gezeichnete negative Bild der Deutschen (Rape of Belgium) weiter. Besonders negativ waren die Wirkungen auf die öffentliche Meinung in den Vereinigten Staaten. Dort verstärkten sie die antideutschen Stimmungen. Dies war angesichts der Diskussionen über den Kriegseintritt der USA von erheblicher Bedeutung. Auch in Deutschland selbst löste das Vorgehen Kritik etwa von Reichstagsabgeordneten aus.
Insgesamt wurden etwa 60.000 arbeitslose Belgier nach Deutschland verbracht. Davon musste man aus unterschiedlichen Gründen etwa ein Drittel wieder zurückschicken. Letztlich wurden nur etwa ein Viertel der Zwangsarbeiter in der Industrie eingesetzt. Ihre Arbeitsleistungen wurden von den Vorgesetzten als sehr mangelhaft eingeschätzt. Die Zwangsarbeiter lebten in Lagern mit schlechten Lebens- und Arbeitsbedingungen. Etwa 12.000 von ihnen starben. Bereits im Februar 1917 wurden diese Maßnahmen wieder aufgegeben. Ulrich Herbert hat an Beispielen aus dem Ruhrgebiet gezeigt, dass es Unterschiede zwischen der offiziellen Ebene und der Praxis vor Ort gab. Während man insgesamt zu einer Politik des Arbeitsanreizes zurückkehrte, wurden die Arbeiter in den Betrieben und von untergeordneten Verwaltungsstellen desto härter behandelt. Es entwickelte sich ein Prozess mit eigener Dynamik. Eine große Zahl belgischer Zwangsarbeiter war auch im Kriegsgefangenenlager Meschede untergebracht.
Nach dem Ende der Zwangsrekrutierungen und bestimmten Zugeständnissen nahm die Zahl der Belgier, die in Deutschland freiwillig arbeiteten, zu. Trotz der recht kurzen Dauer blieb die Zwangsarbeit in Belgien als ein besonderes Kennzeichen der deutschen Besatzungspolitik im kollektiven Gedächtnis.

## Beurteilungen
Ulrich Herbert sah seine Untersuchung der Zwangsarbeit im Ersten Weltkrieg auch als Frage nach der Vorgeschichte der Zwangsarbeit im Zweiten Weltkrieg. Die Maßnahmen seit 1914 stellten danach das einzige Erfahrungsfeld dar, auf das die deutschen Behörden seit 1939 zurückgreifen konnten und dies auch taten.
In seiner Geschichte des Ersten Weltkrieges urteilt Oliver Janz, dass zwar die ideologischen Rahmenbedingungen während des Zweiten Weltkriegs gänzlich andere waren, gleichwohl können die Zwangsarbeitereinsätze während des Ersten Weltkrieges als Erfahrungsraum für den Zweiten Weltkrieg gesehen und damit als eine Etappe in der bis zum Äußersten geführten Entgrenzung des Krieges gesehen werden.
Am deutlichsten waren die Parallelen zur Politik des Nationalsozialismus in Ober Ost. Der Historiker Christian Westerhoff meint: „Ober Ost lässt sich somit als ein wichtiges ‚Laboratorium‘ der Zwangsarbeit und des ‚totalen Kriegs‘ bezeichnen – ein Umstand, dem die Forschung zukünftig mehr Rechnung tragen sollte.“